# پروتالیکس
پروتالیکس (انگلیسی: Protalix) شرکت داروسازی اسرائیلی است، که در سال ۱۹۹۳ تأسیس شد.